# Szalajka-forrásbarlang
A Szalajka-forrásbarlang Magyarország megkülönböztetetten védett barlangjai között van. A Bükk-vidéken lévő Szalajka-völgyben található a bejárata, amely a Szalajka-forrás felszínre lépési helye.

## Leírás
A lezárt barlang Szilvásvárad külterületén, fokozottan védett területen nyílik. A vízgyűjtő területe körülbelül 10 km². A Bükk hegység csapadékban leggazdagabb területéről, a Nagy-fennsík nyugati töbreitől szállítja a vizeket föld alatti úton a Szalajka völgyébe. A legnagyobb vízhozama meghaladja az 1 m³/másodperc értéket, amíg a legkisebb vizek idején alig három liter másodpercenként. Azonban elmondható, hogy átlagosan a 70 liter/másodperc értéket tartja.
Eredetileg a forrás, a mostani helyétől körülbelül 50 méterre délre tört fel. Azonban az 1960-as évek vízfeltáró kutatásai érdekében, a mostani helyszínen tárót hajtottak a hegybe, hogy a forrást megcsapolják. A forrás valószínűleg egy hatalmas barlangrendszerből tör elő, amelyet még nem tártak fel. A forrás vízrendszeréhez tartozik a Hármaskúti-víznyelőbarlang is. Ez a barlangrendszer a légvonalban mért 3,5 kilométeres hosszával valószínűleg minimum hét kilométer hosszú föld alatti járatot tartalmaz.
A barlang a Bükki Nemzeti Park Igazgatóság engedélyével látogatható. Naponta maximum egy csoport látogathatja, amely legfeljebb hat személyből állhat.
1979-ben volt először Szalajka-forrásbarlangnak nevezve a barlang az irodalmában.

## Kutatástörténet
A Szalajka-forrásbarlang az 1976-ban befejezett, Magyarország barlangleltára című kéziratban Szilvási-sziklaüreg néven van leírva, amelynek egyik névváltozata a Szalajkai-forrásbarlang. Fodor Géza könnyűbúvár 1979. július 14-én, a barlang feltárása közben vesztette életét. Az 1979-ben megjelent, Barlangok a Bükkben című könyvben szó van arról, hogy a Szalajka-völgyben van a Szalajka-forrásbarlang bejárata. A barlang vízkutató táróval van tönkretéve. A könyvhöz mellékelt, a Bükk hegység barlangokban leggazdagabb területét bemutató térképen látható a 22-es számmal jelölt barlang földrajzi elhelyezkedése.
Az 1984-ben kiadott, Magyarország barlangjai című könyv országos barlanglistájában szerepel a Bükk hegység barlangjai között a Szilvási-sziklaüreg nevű barlang, amelynek Szalajkai-forrásbarlang a névváltozata. A listához kapcsolódóan látható az Aggteleki-karszt és a Bükk hegység barlangjainak földrajzi elhelyezkedését bemutató 1:500 000-es méretarányú térképen a barlang földrajzi elhelyezkedése. 1998. május 14-től a környezetvédelmi és területfejlesztési miniszter 13/1998. (V. 6.) KTM rendelete szerint a Bükki Nemzeti Park Igazgatóság illetékességi területén, a Bükk hegységben található Szalajka-forrásbarlang az igazgatóság engedélyével látogatható. 2005. szeptember 1-től a környezetvédelmi és vízügyi miniszter 22/2005. (VIII. 31.) KvVM rendelete szerint a Bükki Nemzeti Park Igazgatóság működési területén, a Bükk hegységben található Szalajka-forrásbarlang a felügyelőség engedélyével látogatható.

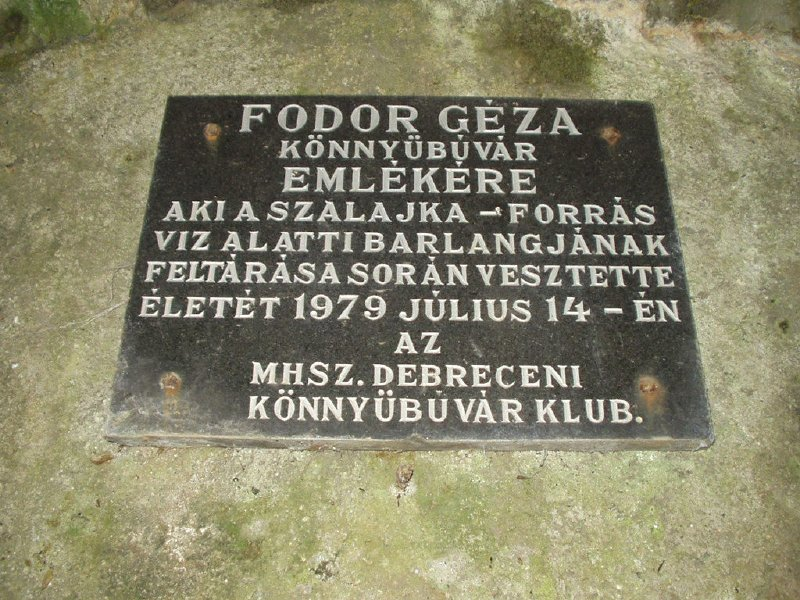
A barlang bejáratánál látható emléktábla

A 2005-ben kiadott, Magyar hegyisport és turista enciklopédia című könyvben szó van arról, hogy a Czakó László által végzett kutatások egyik eredménye a Szalajka-forrás víz alatti járatainak feltárása. Fodor Géza szócikkében meg van említve, hogy Fodor Géza a Szalajka-forrás víz alatti járatainak feltárása közben vesztette életét. A Bükki Nemzeti Park Igazgatóság működési területén, a Bükk hegységben elhelyezkedő és 5341/4 kataszteri számú Szalajka-forrásbarlang, 2006. február 28-tól, a környezetvédelmi és vízügyi miniszter 8/2006. KvVM utasítása szerint, megkülönböztetett védelmet igénylő barlang. 2007. március 8-tól a környezetvédelmi és vízügyi miniszter 3/2007. (I. 22.) KvVM rendelete szerint a Bükki Nemzeti Park Igazgatóság működési területén lévő Bükk hegységben elhelyezkedő Szalajka-forrásbarlang az igazgatóság engedélyével tekinthető meg.
2007. március 8-tól a környezetvédelmi és vízügyi miniszter 3/2007. (I. 22.) KvVM rendelete szerint a Bükki Nemzeti Park Igazgatóság működési területén lévő Szalajka-forrásbarlang a látogatási célú barlangi búvármerülésre igénybe vehető barlangok körébe tartozik. Naponta legfeljebb 5×2 fő használhatja látogatási célú barlangi búvármerülésre. A Bükki Nemzeti Park Igazgatóság működési területén lévő és 5341-4 kataszteri számú Szalajka-forrásbarlang, 2012. február 25-től, a vidékfejlesztési miniszter 4/2012. (II. 24.) VM utasítása szerint, megkülönböztetetten védett barlang. 2013. július 19-től a vidékfejlesztési miniszter 58/2013. (VII. 11.) VM rendelete szerint a Szalajka-forrásbarlang (Bükk hegység, Bükki Nemzeti Park Igazgatóság működési területe) az igazgatóság hozzájárulásával látogatható. 2021. május 10-től az agrárminiszter 17/2021. (IV. 9.) AM rendelete szerint a Szalajka-forrásbarlang (Bükk hegység, Bükki Nemzeti Park Igazgatóság működési területe) az igazgatóság engedélyével látogatható. A 13/1998. (V. 6.) KTM rendelet egyidejűleg hatályát veszti. A barlang nem kutatási célú barlangi búvármerülésre igénybe vehető (legfeljebb 5×2 fő/nap).